# Districtul Banbridge
Banbridge (irlandeză Droichead na Banna) este un district în Irlanda de Nord. Din punct de vedere administrativ, Banbridge este un district al Irlandei de Nord.